# I Still Believe
I Still Believe – piosenka wyprodukowana przez Mariah Carey, Steviego J. i Mike'a Masona na ósmy album Carey, #1's. Jest to cover piosenki Brendy K. Starr o tym samym tytule. Została wydana jako trzeci singel z albumu #1's. Carey nagrała wokale, ponieważ była piosenkarką w tle w późnych latach 80. u Starr i to ona pomogła Carey rozpocząć karierę, ponieważ przesłała Tommy'emu Mottoli demo ze śpiewem Carey, który wtedy podpisał z Carey pierwszy kontrakt.

## Teledysk i remiksy

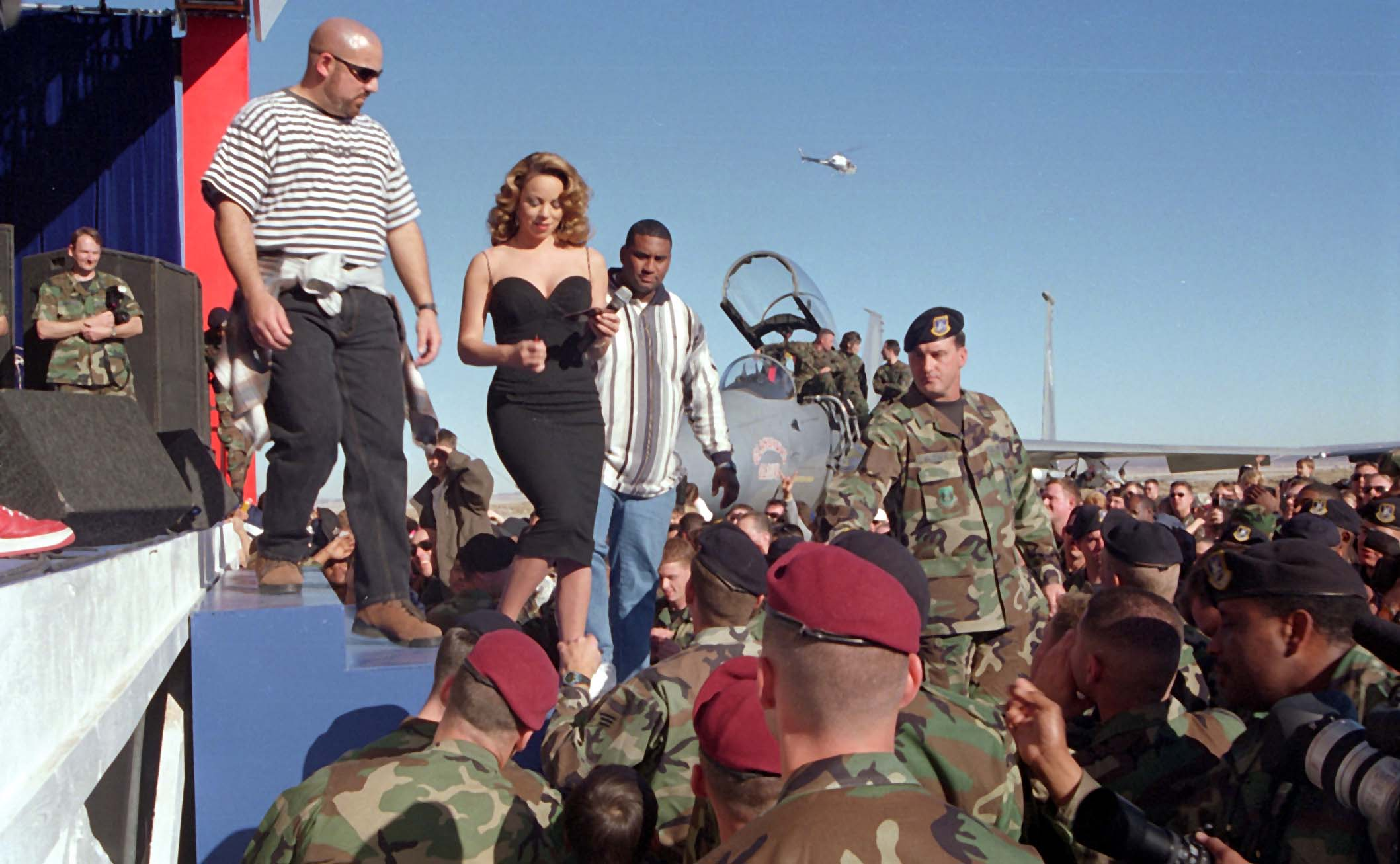
Carey podczas nagrywania teledysku do "I Still Believe"

Teledysk, nakręcony przez Bretta Ratnera, jest inspirowany przez odwiedziny Marilyn Monroe u amerykańskich żołnierzy w Korei w 1953 roku. Pokazuje Carey (która jest ucharakteryzowana na Monroe) odwiedzającą Edwards Air Force Base w Kalifornii i śpiewająca dla lotników i żołnierzy tak, jak Monroe śpiewała w czasie wojny koreańskiej.
Remiks został wyprodukowany przez Carey i Damizza jako "I Still Believe/Pure Imagination" (formalnie "I Still Believe (Damizza Remix)"). Różni się tylko drobnymi zmianami tekstu. Melodia jest bazowana na "Pure Imagination" z filmu Willy Wonka & the Chocolate Factory, a rapuja w niej Krayzie Bone i Da Brat.
Zmieniona wersja "I Still Believe/Pure Imagination", bez Da Brata, znajduje się na albumie Bonesów Thug Mentality. Teledysk został nakręcony przez sama Carey, i pokazuje ją jako wieśniaczkę z meksykańskiej wioski pasącą kozy i dźwigającą wodę dla swojej rodziny.Bone jest facetem, do którego Carey ma romantyczny interes. Da Brat jest kolegą, i pokazuje się gdy Carey nadjeżdża limuzyną z mnóstwem pieniędzy.
Inne remiksy zostały wyprodukowane, a każdy z nich był dokładnie przesłuchany przez Carey, która nagrała po raz kolejny wokale do każdego z nich. Stevie J, który współprodukował oryginalną wersję, zaprosił Mocha i Amil do remiksu, który on nagrywał. Pomimo tego, że cała piosenka jest praktycznie kompletnie inna (inna muzyka i trochę zmieniony tekst), Carey, Stevie J i raperzy nie zostali wymienieni jako pisarze piosenki.
David Morales stworzył kilka remiksów, jak "Classic Club" mix. Jest w nim muzyka z oryginału, a wokale Carey zostały tylko przerobione. Inne remiksy, "The King's Mix" i "Eve of Souls" mix, nie zawierają kompletnych wokali.

## Listy przebojów
w przeciwieństwie do poprzedniego singla z #1's, "When You Believe", "I Still Believe" osiągnął większy sukces w Stanach Zjednoczonych niż gdziekolwiek, zdobywając czwarte miejsce na Billboard Hot 100. Był to pierwszy singel Carey, który sam znajdował się na airplay, ale mimo to, jego sprzedaż była od airplay znacznie mocniejsza. Od RIAA otrzymał status Platynowej Płyty i znalazł się na 36.pozycji końcoworocznej Hot 100 w 1999 roku. Poza USA znajdywał się pośrodku list, np. w Hiszpanii lub w Wielkiej Brytanii, gdzie zdobył pierwszą 20. Znalazł się w pierwszej dziesiątce w Kanadzie, ale nie osiągnął miejsca w pierwszej 40. w Australii i Niemczech.

## Lista utworów
US Single
1. "I Still Believe/Pure Imagination" [Damizza Reemix] - 4:32
2. "I Still Believe" [Morales' Classic Radio Club Mix] - 3:51

US Maxi-CD
1. "I Still Believe" [Album Version] - 3:55
2. "I Still Believe" [Stevie J. Clean Remix] - 5:04
3. "I Still Believe" [Morales Classic Club Mix] - 9:02
4. "I Still Believe/Pure Imagination" [Damizza Reemix] - 4:32
5. "I Still Believe" [The Kings Mix] - 8:04

US Vinyl, 12", Promo
1. "I Still Believe" [Stevie J. Remix] - 5:04
2. "I Still Believe" [Stevie J. Remix Instrumental] - 5:00
3. "I Still Believe" [Stevie J. Remix A Cappella] - 5:04
4. "I Still Believe/Pure Imagination" [Damizza Reemix] - 4:32
5. "I Still Believe/Pure Imagination" [Damizza Reemix Instrumental] - 4:20
6. "I Still Believe/Pure Imagination" [Damizza Reemix A Cappella] - 4:32

Germany Single
1. "I Still Believe" [Album Version] - 3:55
2. "I Still Believe" [Morales' Classic Club Mix Edit] - 3:51

Australia Maxi-CD
1. "I Still Believe" - 3:54
2. "I Still Believe" [David Morales Remix Edit] - 3:52
3. "I Still Believe" [The Eve Of Souls Mix] - 10:54
4. "I Still Believe/Pure Imagination" [Damizza Reemix] - 4:33
5. "I Still Believe" [Stevie J. Clean Remix] - 5:04

UK Vinyl, 12", Promo
1. "I Still Believe/Pure Imagination" [Damizza Reemix] - 4:32
2. "I Still Believe" [Stevie J. Remix] - 5:04
3. "I Still Believe" [Stevie J. Remix Clean] - 5:00

Europe Maxi-CD
1. "I Still Believe" [Album Version] - 3:55
2. "I Still Believe/Pure Imagination" [Damizza Reemix] - 4:32
3. "I Still Believe" [Stevie J. Remix] - 5:04
4. "I Still Believe" [Stevie J. Remix Clean] - 5:00
5. "I Still Believe/Pure Imagination" [Damizza Reemix A Cappella] - 4:32

## Pozycje na listach przebojów
| Lista (1999)                             | Najwyższa pozycja |
| ---------------------------------------- | ----------------- |
| U.S. Billboard Hot 100                   | 4                 |
| U.S. Billboard Hot 100 Airplay           | 20                |
| U.S. Billboard Hot R&B/Hip-Hop Songs     | 31                |
| U.S. Billboard Hot R&B/Hip-Hop Airplay   | 33                |
| U.S. Billboard Adult Contemporary        | 8                 |
| U.S. Billboard Hot Dance Music/Club Play | 1                 |
| U.S. Billboard Top 40 Tracks             | 20                |
| U.S. Billboard Mainstream Top 40         | 21                |
| U.S. Billboard Rhythmic Top 40           | 8                 |
| U.S. ARC Weekly Top 40                   | 3                 |
| Israel Singles Chart                     | 6                 |
| Canadian Singles Chart                   | 9                 |
| European Hot 100                         | 30                |
| Italy Singles Chart                      | 14                |
| Spain Singles Chart                      | 9                 |
| UK Singles Chart                         | 16                |
| Switzerland Top 100 Singles              | 31                |
| France Top 100 Singles                   | 33                |
| Australian ARIA Singles Chart            | 54                |
| Germany Singles Chart                    | 58                |

1 "I Still Believe"/"Pure Imagination".